# 利普斯島
利普斯島（英語：Lipps Island），是南極洲的島嶼，位於利奇菲爾德島以西0.32公里，處於昂韋爾島西南岸，由美國南極名稱諮詢委員命名，現時由南極條約體系管理。